# Diocesi di Segisama
La diocesi di Segisama (in latino: Dioecesis Samonensis) è una sede soppressa e sede titolare della Chiesa cattolica.

## Storia
Segisama è il nome romano dell'odierna città di Sasamón, in Spagna, che nell'XI secolo fu per un breve periodo una sede vescovile, voluta dal re Sancho II di Castiglia. Unico vescovo noto è Munio.
Dal 1969 Segisama è annoverata tra le sedi vescovili titolari della Chiesa cattolica; dal 18 dicembre 1986 il vescovo titolare è Piotr Skucha, già vescovo ausiliare di Sosnowiec.

## Cronotassi

### Vescovi
- Munio † (prima del 1071 - 1087)

### Vescovi titolari
- Marko Alaupović † (13 gennaio 1970 - 18 aprile 1979 deceduto)
- John Joseph † (24 ottobre 1980 - 9 gennaio 1984 nominato vescovo di Faisalabad)
- Piotr Skucha, dal 18 dicembre 1986